# Mor Oliviagården
Mor Oliviagården i Ronneby är från början en kvarngård vid vattenfallet i stadsdelen Bergslagen, Ronneby och har fått sitt namn av gårdens sista privata ägare mor Olivia innan ägandet av gården övergick till en stiftelse. Gården var fram till 2017 ett centrum för lokal konst och hantverk med regelbundna utställningar. Gården har därefter sålts av stiftelsen och användningen har återgått till den ursprungliga funktionen som privat bostad samt konstgalleri.

## Området
Platsens förhistoriska anor kan knytas till en stenyxa som ska ha hittats intill ån samt spår efter en förhistorisk kultplats. I hörnet av å-kröken har det enligt sägner funnits ett kloster. När Ronneby växte under senmedeltiden ska det enligt skriftliga uppgifter ha tillkommit hospital, skola, myntgård och även kloster, den exakta positionen är dock oklar. De flesta handlingar från den äldre tiden har till stor del försvunnit. Säkert vet man däremot att det i detta område funnits ett hospital, först i liten omfattning men som senare slogs samman med det dåvarande ”spetälskehuset” som fanns utanför stadsgränsen. En hospitalkyrka ska även ha funnits intill. Efter förstörelsen av staden under Ronneby Blodbad befalldes befolkningen att återuppbygga hospitalet med kyrka och anläggningar, men så småningom förföll verksamheten och kyrkan övergavs. Det finns idag inga spår av dessa ovan mark. 

## Grottan
Grottan är en utsprängning av berget från 1700-talet. Man kunde på detta sätt utnyttja vattnet på ett effektivare sätt. Detta skedde efter en vårflod som nästan raserade hela fallet. Du kommer till Grottan via den lilla gången mellan huset och forsen.
Det påstås att här funnits ett litet altare anlagt precis nedanför vattenfallet, strax där Mor Oliviagården nu finns. Där kan man se hur ronnebykonstnären Christian Johansson, tänkt sig det. (Altaret är modernt i utformning men är infattat i en kupol av gammal stil. All design och arbete är utfört av Christian Johansson.)